# Suite sur des sonnets de Michel-Ange Buonarroti

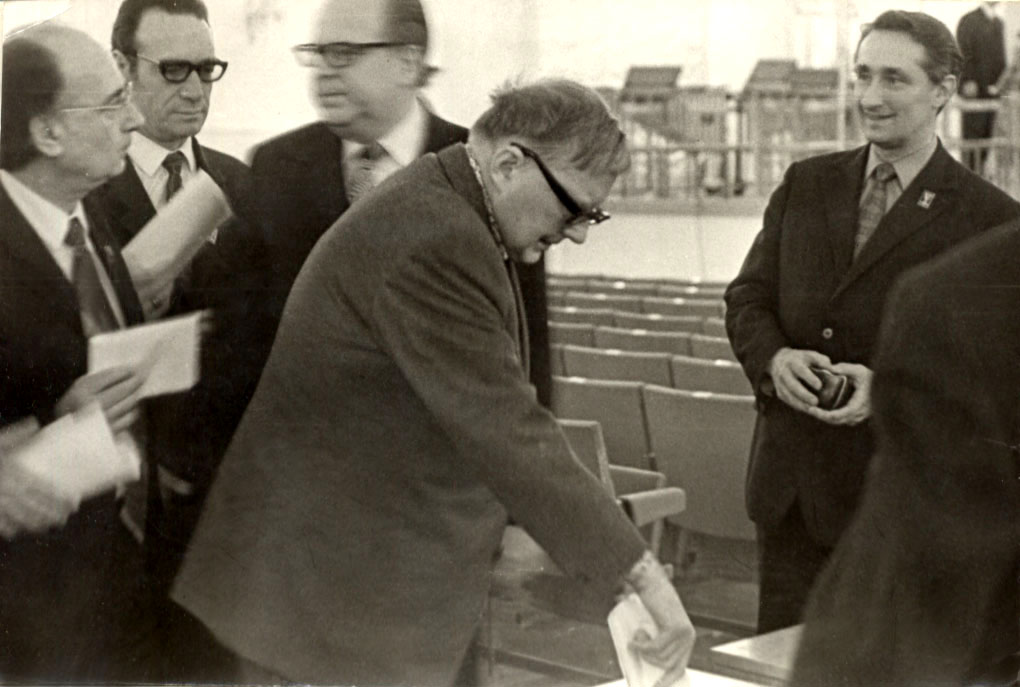
Dmitri Chostakovitch en 1974, à peu près à l'époque où il composait la Suite sur des sonnets de Michel-Ange (photographie de Youri Chtcherbinine)

La Suite sur des sonnets de Michel-Ange Buonarroti, (en russe : Сюита на слова Микеланджело Буонарроти op. 145, 1974) est un cycle de mélodies composé par Dmitri Chostakovitch à partir de onze poèmes de Michel-Ange, traduits en russe par Avram Efros. La version originale (op. 145) est pour voix de basse et piano ; le compositeur en a également réalisé une version orchestrée (op. 145a).
Cette œuvre est composée en 1974 pour la version piano et pour la version orchestrale. La version piano a été créée le 23 décembre 1974, et la création de la version orchestrale le 31 janvier 1975, quelques mois avant sa mort.
Chostakovitch, souffrant à cette période, a commencé à travailler sur les mélodies après avoir découvert le volume de poèmes alors récemment publié par Efros. Chostakovitch n'était pas satisfait des traductions d'Efros et a demandé en privé au poète Andreï Voznessenski de proposer de nouvelles traductions. Néanmoins, l'œuvre fut créée à partir des traductions d'Efros, le 23 décembre 1974 à Leningrad par la basse Ievgueni Nesterenko et le pianiste Ievgueni Shenderovitch.
La première représentation publique de l'œuvre a lieu le 22 octobre 1975 à Moscou. Lors des répétitions de la version orchestrale Opus 145a, en octobre 1975, Maxim Chostakovitch révèle à Ievgueni Nesterenko que son père considère que cette composition remplaçait la Seizième symphonie dans son œuvre.

## Enregistrements de l’œuvre
La version piano est moins enregistrée. Les interprètes originaux, Ievgueni Nesterenko et Yevgeny Shenderovich, réalisent le premier enregistrement pour Melodiya. Les enregistrements ultérieurs incluent Fyodor Kuznetsov, Yuri Serov (Delos) et John Shirley-Quirk.
La version orchestrale, Op. 145a, a été enregistré à plusieurs reprises, dont la première par Evgueni Nesterenko, avec l'Orchestre symphonique de la télévision et de la radio d'État de l'URSS, sous la direction de Maxim Chostakovitch (Melodiya С10-07395-6), puis Anatoli Kotcherga, Kölner Rundfunk-Sinfonie-Orchester, Michail Jurowski (Capriccio), Robert Holl avec l'Orchestre National des Pays de la Loire, Isaac Karabtchevsky (Calliope), Hermann Christian Polster avec l'Orchestre Symphonique de la Radio de Berlin, Thomas Sanderling (Berlin Classics), Ildar Abdrazakov, avec le BBC Philharmonic, sous la direction de Gianandrea Noseda (Chandos).

## Titres des parties de l’œuvre
Voici les titres des parties de l'oeuvre
1. Vérité (Sonnet au Pape Jules II) (Adagio)
2. Matin (Sonnet XX) (Allegretto)
3. Amour (Sonnet XXV) (Allegretto)
4. Séparation (Madrigal ‘Com’ arò dunque ardire’) (Moderato)
5. Colère (Sonnet VI) (Allegro non troppo)
6. Dante (Sonnet I sur Dante) (Moderato)
7. À l'exilé (Second sonnet sur Dante) (Largo)
8. Création (Sonnet LXI sur la mort de Vittoria Colonna) (Moderato)
9. Nuit (Dialogue entre Giovanni Strozzi et le sculpteur) (Andante)
10. Mort (Sonnet LXIX) (Adagio)
11. Immortalité (Épitaphe pour Cecchino Bracci Fiorentino – Épigrammes n° 14 et 12 (Allegretto)

Les titres ont été proposés par Chostakovich, car ils faisaient défaut dans l’œuvre de Michelange, comme il l'explique lui-même : «J'ai pris sur moi de proposer des titres pour les mélodies (il n'y en a pas dans l'original), mais je les ai choisis en accord avec les contenus des poèmes »
L'œuvre est donc d'inspiration littéraire, et évoque plusieurs thèmes en fonction des poèmes : la relation aux puissants et la création, l'amour, la mort.